# Sigean
Sigean (okcitansko Sijan) je letoviško naselje in občina v južnem francoskem departmaju Aude regije Languedoc-Roussillon. Leta 1999 je naselje imelo 4.049 prebivalcev.

## Geografija
Kraj leži v pokrajini Languedoc ob vodnem kanalu Canal de la Robine, 22 km južno od  Narbonna.  Na ozemlju občine, ob laguni Lionskega zaliva, se nahaja na površini 300 hehtarov rezervat afriških živali, ustanovljen 8. aprila 1974.

## Uprava
Sigean je sedež istoimenskega kantona, v katerega so poleg njegove vključene še občine Caves, Feuilla, Fitou, La Palme, Leucate, Port-la-Nouvelle, Peyriac-de-Mer, Portel-des-Corbières, Roquefort-des-Corbières in Treilles s 16.610 prebivalci.
Kanton Sigean je sestavni del okrožja Narbonne.
1. ↑  »Populations légales 2016«. Nacionalni inštitut za statistične in gospodarske raziskave. Pridobljeno 25. aprila 2019.